# Walter Buser

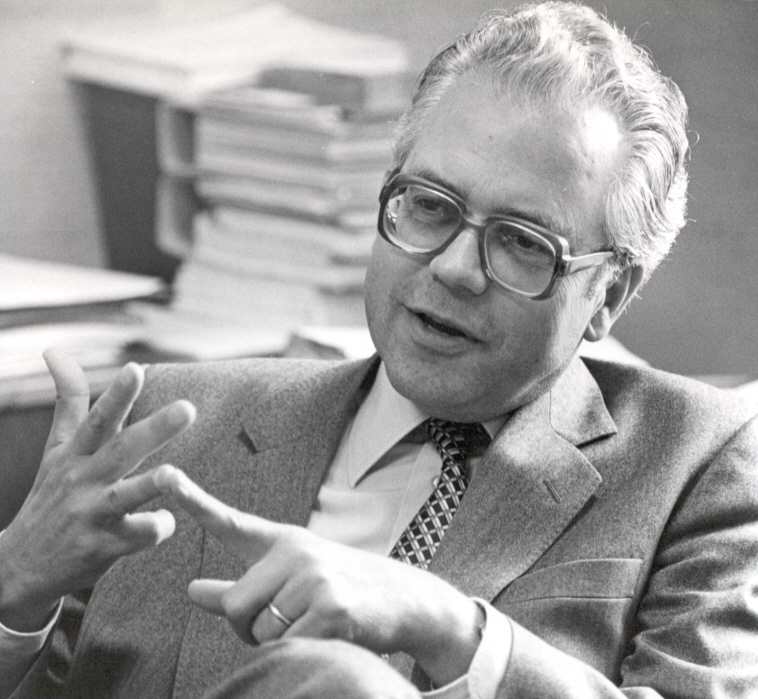
Walter Buser (1986)

Walter Emil Buser-Vuille (* 14. April 1926 in Lausen; † 17. August 2019 in Ittigen, heimatberechtigt in Bättwil und Lausen (Ehrenbürger)) war ein Schweizer Rechtswissenschaftler und Beamter. Er war von 1981 bis 1991 Bundeskanzler der Schweizerischen Eidgenossenschaft und das erste Mitglied der SP in diesem Amt.

## Leben
Walter Buser, Sohn eines Landwirts, wuchs auf einem Bauernhof in Lausen auf. Nachdem er in Basel das Humanistische Gymnasium absolviert hatte, studierte er Jurisprudenz und Volkswirtschaft an der Universität Basel und Universität Bern. 1958 wurde er in Bern mit einer rechtshistorischen Arbeit promoviert. Bereits seit 1950 war Buser Rechtsberater und Redaktor bei sozialdemokratischen Zeitungen. Von 1956 bis 1962 war er Chefredaktor der «Sozialdemokratischen Bundeshauskorrespondenz».
1965 trat Buser in die Bundesverwaltung ein und war drei Jahre lang Leiter des Rechts- und Informationsdienstes des Eidgenössischen Departements des Innern. Der Bundesrat wählte ihn 1968 zum Vizekanzler; in dieser Funktion war er für Rechtsdienste und Information der gesamten Bundesverwaltung zuständig. 1973 wurde er bereits zum Ehrendozenten an der Universität Basel ernannt; von 1977 bis 1992 war er Extraordinarius an der Universität Basel und ausserordentlicher Professor für Staats- und Verwaltungsrecht, wobei er insbesondere das Verwaltungsrecht des Bundes lehrte.
Nach dem Rücktritt von Bundeskanzler Karl Huber (CVP) kam es 1981 in der Bundesversammlung zu einer Kampfwahl um dessen Nachfolge. Dabei setzte sich Buser gegen Joseph Voyame (CVP) und Hans-Ulrich Ernst (SVP) durch. Damit war er der erste sozialdemokratische Bundeskanzler. Buser passte das Amt den gewandelten Informationsbedürfnissen an, indem er regelmässige Pressekonferenzen einführte und die Bundeskanzlei zu einer Stabsstelle des Bundesrates erweiterte. Ausserdem hielt während seiner Amtszeit die Elektronische Datenverarbeitung Einzug in die Bundesverwaltung. Mit Erreichen des Pensionsalters trat er 1991 zurück. Auf ihn folgte François Couchepin (FDP).
1983 wurde Buser nach dem unerwarteten Tod von Bundesrat Willi Ritschard als möglicher Nachfolger gehandelt, lehnte jedoch eine Kandidatur ab.
Buser hatte mit seiner langjährigen Ehefrau, die 2001 verstarb, zwei Töchter. Die letzten Jahre lebte er mit seiner neuen Lebenspartnerin in einer Altersresidenz in Ittigen bei Bern. Er starb nach kurzer Krankheit im Alter von 93 Jahren.